# Талвар
Талвар (енгл. Talwar, tulwar), једносекли криви мач индијског порекла.

## Карактеристике
Талвари су дуги мачеви широког, благо закривљеног сечива, наоштрени само са конвексне (испупчене) стране. Балчак је у потпуности направљен од метала, са равном крсницом (рукобраном) и кратким рукохватом. Мачеви из области Панџаба имали су карактеристичну тањирасту јабуку.

## Историја
Талвар је био широко распрострањен у Индији у периоду од 16. до краја 19. века. Мачеве овог типа увели су у употребу ратници Могула, а још су били у употреби међу сепојима и соварима Британске источноиндијске компаније и Раџпутима средином 19. века. Оваквим мачем је Мангал Панди ранио свој претпостављеног британског официра, што је био један од катализатора Индијског устанка 1857. године.